# Ramón González de Vega y Soto
Ramón González de Vega y Soto (Madrid , 10 de marzo de 1913-Ávila, 26 de abril de 2011) fue un arquitecto español.

## Biografía
Cursó sus estudios de Arquitectura en la Escuela Técnica Superior de Arquitectura de Madrid titulándose en 1944. El 23 de julio de 1941 se casó en la Catedral de Palma de Mallorca con María Teresa Pomar Segura, madre de sus hijos José Ramón, Juan Ignacio, Luis Carlos, María Teresa, Isidro Pablo, María Asunción, José María, Ana María Micaela, Gonzalo Manuel, Alfonso Carlos, Enrique Javier y María Belén.
Fue autor de gran parte del desarrollo urbanístico de la ciudad de Ávila, en la que tuvo cargos destacados en esta área. Arquitecto del popular barrio de "La Cacharra", en la zona Norte, construido entre los años 50 y 70. El 24 de septiembre de 1969 fue nombrado Consejero Provincial de Bellas Artes de Ávila. Cargo que ejerce hasta 1973.
Fue el arquitecto conservador de la muralla de Ávila en la década de 1970

## Aficiones
Fue gran aficionado y practicante de numerosos deportes, esquí, rugby, tenis, atletismo, hockey, caza y otros. Pese a iniciarse en el golf a la tardía edad de 70 años consiguió realizar un albatross (tres golpes por debajo del par) en el hoyo 15 del Real Club de Golf de Madrid la Herrería, un par 5 de 464 metros.